# Payback (WWE)

Logo dell'evento

Payback è un evento in pay-per-view di wrestling organizzato annualmente dalla WWE tra il 2013 e il 2017, poi nel 2020 e nel 2023.

## Edizioni
|  | Evento esclusivo del roster di Raw |

| Edizione        | Data             | Città      | Sede              | Main event                                                     |
| --------------- | ---------------- | ---------- | ----------------- | -------------------------------------------------------------- |
| 2013 (Dettagli) | 16 giugno 2013   | Rosemont   | Allstate Arena    | John Cena vs. Ryback                                           |
| 2014 (Dettagli) | 1º giugno 2014   | Rosemont   | Allstate Arena    | Evolution vs. The Shield                                       |
| 2015 (Dettagli) | 17 maggio 2015   | Baltimora  | Royal Farms Arena | Dean Ambrose vs. Randy Orton vs. Roman Reigns vs. Seth Rollins |
| 2016 (Dettagli) | 1º maggio 2016   | Rosemont   | Allstate Arena    | AJ Styles vs. Roman Reigns                                     |
| 2017 (Dettagli) | 30 aprile 2017   | San Jose   | SAP Center        | Braun Strowman vs. Roman Reigns                                |
| 2020 (Dettagli) | 30 agosto 2020   | Orlando    | Amway Center      | Braun Strowman vs. "The Fiend" Bray Wyatt vs. Roman Reigns     |
| 2023 (Dettagli) | 2 settembre 2023 | Pittsburgh | PPG Paints Arena  | Seth Rollins vs. Shinsuke Nakamura                             |